# بيكي ألبرتالي
ريبيكا ألبرتالي Rebecca Albertalli (من مواليد 17 نوفمبر 1982) هي كاتبة أمريكية، وطبيبة نفسية سابقة.
أشهر روايتها هي «سيمون ضد أجندة الهومو سابينس» التي صدرت في عام 2015، وتحولت إلى فيلم سينمائي في عام 2018 بعنوان «مع حبي، سيمون»، والذي اقتبس منه مسلسل تلفزيوني بعنوان «مع حبي، فيكتور».
ولدت ألبرتالي ونشأت في منطقة العاصمة أتلانتا. والتحقت بجامعة ويسليان وتخصصت في علم النفس، قبل أن تنتقل إلى واشنطن العاصمة، لتحصل على درجة دكتوراه في علم النفس من جامعة جورج واشنطن. 
عملت طبيبة نفسية حتى عام 2012 - عندما ولد ابنها الأول - وقررت بعد ذلك محاولة كتابة رواية.
نشأت ألبرتالي في أسرة يهودية إصلاحية. وتعتبر الكاتبة الأسترالية جاكلين موريارتي مثلها الأعلي في أن تصبح روائية.
في أغسطس 2020، صرحت ألبرتالي أن لديها ازدواجية التوجه الجنسي في مقال ردا على الأشخاص الذين انتقدوها لكتابتها عن شخصيات مثلية الجنس يفترض أنها من جنسين مختلفين.

## رواياتها

### روايات عالم سيمون
- سيمون مقابل أجندة الهومو سابينس (2015)
- صعود بلا مقابل (2017)
- ليا غريبة الأطوار (بالزر + براي، 2018)
- مع حبي، كريكوود (2020)

### ماذا لو كنا نحن
- ماذا لو كنا نحن ، بالاشتراك مع آدم سيلفيرا (2018) [11]
- «ها هو إلينا» بالاشتراك مع آدم سيلفيرا (2021) [12]

### يعمل بشكل مستقل
- نعم لا ربما كذلك ، شارك في كتابته عائشة سعيد (2019) [13]
- كيت تنتظر (2021) [14]

## روابط خارجية
- الموقع الرسمي
- بيكي ألبرتالي في قاعدة بيانات الأفلام على الإنترنت